# Centro de Ingeniería Genética y Biotecnología de Cuba
El Centro de Ingeniería Genética y Biotecnología de Cuba (CIGB) es el centro de investigación científica de Cuba que trabajo en los campos de medicina y la biología, y mejorando los campos de la salud humana, el sector agropecuario y el medio ambiente. Representa uno de los centros de investigación más importantes de Cuba.

## Antecedentes
En 1978 se organiza un equipo de jóvenes científicos para trabajar en el desarrollo de Ingeniería Genética en el CNIC. Ya para 1980 Fidel Castro se encuentra con el oncólogo norteamericano Randolph Lee Clark para dar los primeros pasos en el proyecto. Como resultado de este encuentro se efectúa la estancia de dos médicos cubanos en el MLD. Ardenson Hospital en Houston Texas. En 1982 se inaugura el Centro de Investigaciones Biológicas(CIB) por el Comandante Fidel Castro y el profesor Kari Cantell, invitado especial al evento.
Principales resultados:
1. Se realiza los primeros experimentos de marcaje de ARN con isótopo de yodo.
2. Se logra la purificación de más de 1000 unidades de enzima terminal transfefa(Tb).
3. Comienza el programa nacional de tratamiento de Papilomatosis Laríngea con IFN.
4. Se logra la purificación del ARMm y IFN leucocitario.
5. Se comienza en Cuba a aplicar satifactoriamente el procedimiento de síntesis de oligonucloéotidos en fase sólida.
6. Se realiza el Interferón Leocositario.
7. Se realizó la secuenciación para el método de sangre para ADN de simple cadena.
8. Se obtiene en Cuba la primera planta transgénica.

Durante estos año se encuentra en proceso de construcción el Centro de Ingeniería Genética y Biotecnología(CIGB).

## Historia
Se creó el 1 de julio de 1986 por el entonces presidente Fidel Castro. Se han fundado en diferentes provincias sede: En Camagüey, Sancti Spiritus los cuales han obtenidos resultados relevantes. 
A finales de siglo XX ya había creado una treintena de productos, el cual fue el objetivo final de las investigaciones. Al tener acceso a numerosas investigaciones en países en vías de desarrollo muchos de sus estudios se centran en la lucha contra enfermedades infecciosas como el Dengue o el VIH.

## Investigaciones

### Estructura
- Dirección de Investigaciones Biomédicas.
- Departamento de Inmuno Diagnóstico y Genómica.
- Departamento de Control de las actividades Científico-Técnica y Administrativa.

### Departamento de Química-Física
Identificación de moléculas funcionalmente involucradas en enfermedades específicas y resistencia a drogas con aplicación de la Bioinformática y la Proteómica; Ingeniería y modelación de proteínas para el desarrollo de nuevas drogas; son los temas hacia donde se dirige la investigación en el Departamento de Química-Física. Este departamento posee experiencia en caracterización de proteínas glicosiladas, síntesis de péptidos y oligonucleótidos, microscopía electrónica, espectrometría de masas y análisis de aminoácidos. Proyectos en curso:
1. Proteómica
2. Bioinformática
3. Screening virtual
4. Modificaciones Químicas de Proteínas
5. Humanización de la Glicosilación en plantas y glándulas mamarias
6. Autoinmunidad
7. Diseño de moléculas antivirales contra el dengue
8. Diseño de moléculas antivirales contra el VIH

### Departamento de Vacunas
El Departamento de Vacunas se dedica a la obtención, mediante técnicas de ingeniería genética, de formulaciones vacunales contra enfermedades bacterianas y virales, así como al desarrollo de vacunas conjugadas, vacunas combinadas, adyuvantes, vacunas peptídicas, vacunas de ADN, vacunas terapéuticas y vacunas vivas en vectores de poxvirus. Proyectos en curso:
1. Vacuna terapéutica contra hepatitis B
2. Vacuna terapéutica contra hepatitis C
3. Vacuna recombinante contra dengue
4. Vacuna contra meningitis meningocócica
5. Desarrollo de nuevos adyuvantes e inmunopotenciadores
6. Vacunas conjugadas

### Departamento de Farmacéuticos
Departamento de Farmacéuticos tiene a su cargo el desarrollo de nuevos productos farmacéuticos para el tratamiento del cáncer y las enfermedades cardiovasculares y neurodegenerativas, cicatrización, citoprotección y reguladores de liberación de citocinas en las respuestas inmunes/inflamatorias e identificación de blancos terapéuticos contra el VIH. Se cuenta también con tecnologías de desarrollo de anticuerpos monoclonales, fragmentos de anticuerpos recombinantes en E.coli y levadura, así como la identificación de interacción mediante la tecnología de bibliotecas de péptidos y bibliotecas de anticuerpos en fagos. Proyectos en curso:
1. Oncología Molecular
2. Vacuna contra Cáncer de Cerviz
3. Péptidos antitumorales e inmunomoduladores derivados del CIGB-550
4. Selección de nuevas moléculas a partir de bibliotecas combinatorias presentadas sobre fagos
5. Inmunoterapia del Cáncer (vacuna antiangiogénica, antitumorales y AcM anti CEA)
6. Cicatrización y cito-protección
7. CIGB845: Combinación terapéutica para Neuroprotección
8. Identificación de blancos celulares de inhibición del VIH
9. Terapia génica con VEGF